# E. Howard Hunt
Everette Howard Hunt, Jr. (9 de octubre de 1918 - 23 de enero de 2007) fue un oficial espía de inteligencia estadounidense y escritor. Hunt sirvió varios años como agente de la CIA. Hunt, con G. Gordon Liddy, entre otros, fue uno de los fontaneros del Watergate del presidente estadounidense Nixon (un equipo secreto de operarios encargado de eliminar filtraciones de información). Hunt y Liddy diseñaron el primer robo de Watergate y otras operaciones encubiertas para Nixon. En el consiguiente escándalo de Watergate, Hunt fue condenado por robo, conspiración y escuchas telefónicas, pasando finalmente 33 meses en prisión.

## Primeros años y carrera

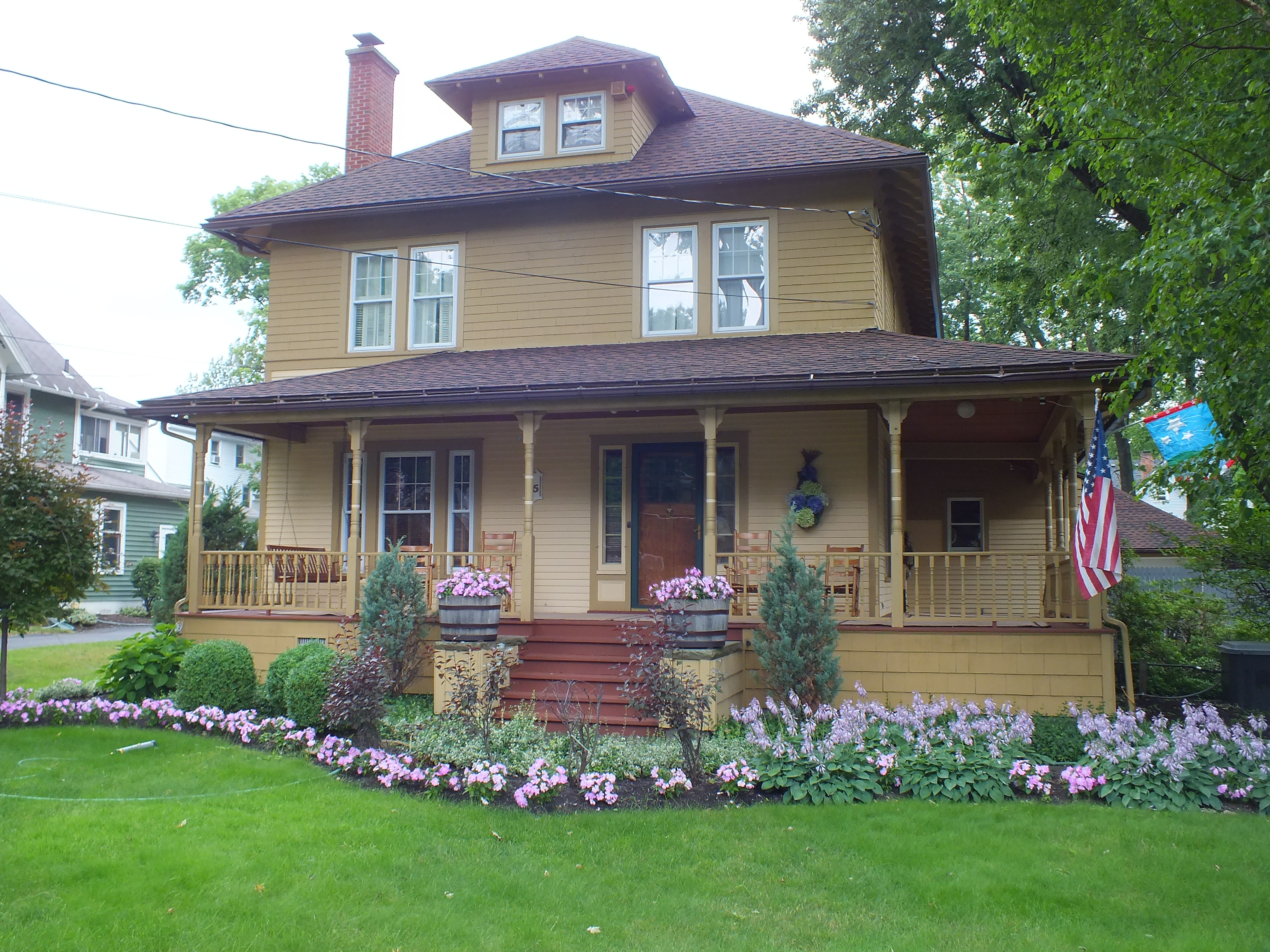
Lugar de nacimiento de E. Howard Hunt

Hunt nació en Hamburg, New York, Estados Unidos, descendiente de ingleses y de galeses. Alumno de la Hamburg Escuela secundaria en Hamburg, New York y graduado de 1940 de la Universidad de Brown, Hunt durante la Segunda Guerra Mundial sirvió en la Armada de los Estados Unidos en el destructor USS Mayo, en las Fuerzas Aéreas del Ejército de los Estados Unidos, y finalmente, en la Office of Strategic Services (OSS) operando en China. Durante y después de la guerra, escribió varias novelas bajo su propio nombre — East of Farewell (1942), Limit of Darkness (1944), Stranger in Town (1947), Bimini Run (1949), y The Violent Ones (1950) — y, más célebremente, muchas novelas de espías y de ficción policíaca erótica (hard boiled) bajo una amplia gama de seudónimos, incluyendo Robert Dietrich, Gordon Davis y David St. John. Hunt ganó una Beca Guggenheim por sus escritos en 1946.

## CIA y esfuerzos anticastristas
Warner Bros acababa de comprar los derechos de la novela de Hunt Bimini Run cuando se unió a la CIA en octubre de 1949 como un especialista de acción política, en la llamada División de Actividades Especiales. La CIA fue la organización sucesora de la OSS. Hunt se convirtió en jefe de la estación en la Ciudad de México en 1950 bajo la supervisión de William F. Buckley, Jr., quien trabajó para la CIA en México durante el período 1951–1952. Buckley y Hunt continuarían siendo amigos toda la vida.
En México, Hunt ayudó a concebir la Operación PBSUCCESS, el exitoso plan encubierto para derrocar a Jacobo Arbenz, presidente electo de Guatemala. Tras sus designaciones en Japón y como jefe de la estación CIA en Uruguay, Hunt recibió la misión de forjar líderes cubanos en Estados Unidos para crear un gobierno en el exilio que, después de la invasión en Bahía de Cochinos, formaría un gobierno provisional para apoderarse de Cuba. El fracaso de la invasión dañaría su carrera.
Después de la operación en Bahía de Cochinos, Hunt se convirtió en un asistente personal de Allen Dulles. Tad Szulc afirma que Hunt fue requerido para ayudar a Dulles a escribir un libro, The Craft of Intelligence, que Dulles publicó tras su retiro obligado de la CIA en 1961. El libro fue publicado en 1963.
Hunt afirmó al Comité Watergate del Senado en 1973 que había servido como primer jefe de Acción encubierta para la División de operaciones domésticas de la CIA. Contó al New York Times en 1974 que pasó cuatro años trabajando para la división, comenzando poco después de su creación, por la administración de Kennedy en 1962, frente a la decidida oposición de Richard Helms y Thomas H. Karamessines. Dijo que la división fue montada poco después de la operación de Bahía de Cochinos, y que muchos hombres relacionados con este fracaso fueron llevados a la nueva unidad doméstica. Dijo que algunos de sus proyectos de 1962 a 1966, que se ocupa en gran medida con el subsidio y manipulación de noticias y publicación de las organizaciones, parecía violar la intención de la Carta de principios de la Agencia.
De acuerdo con Tad Szulc, Hunt fue designado en un cargo temporal como Jefe a cargo de la Estación CIA en la Ciudad de México entre agosto y septiembre de 1963, en el tiempo de la supuesta visita de Lee Harvey Oswald allí. En su testimonio de 1978, sin embargo, Hunt negó haber estado en México nunca entre 1961 y 1970.
Hunt fue crítico con lo que percibía como falta de interés del Presidente John F. Kennedy en el compromiso de derribar el régimen de Fidel Castro.

La administración Kennedy dió a Castro todas las excusas necesarias para obtener un mayor poder en la isla de Jose Marti, y luego pasó de la verguenza a las sombras y esperar que la cuestión cubana simplemente se derretiría lejos.
Howard Hunt en su autobiografía semificticia, Give Us This Day

Desilusionado, se retiró de la CIA el 1 de mayo de 1970, yéndose a trabaja a la Compañía Robert R. Mullen, que cooperaba con la CIA; Bob Haldeman, el Jefe de Personal del Presidente Nixon, escribió en 1978 que la compañía Mullen era de hecho una compañía de fachada de la CIA, un hecho aparentemente desconocido para Haldeman mientras trabajaba en la Casa Blanca. Hunt obtuvo una Aprobación de seguridad encubierta para manejar los asuntos de la firma durante las ausencias de Mullen de Washington. Al año siguiente, fue contratado por Charles Colson, consejero jefe del Presidente Richard Nixon, y se unió a la unidad de investigaciones especiales del Presidente.

## Watergate
La primera asignación de Hunt para la Casa Blanca fue una operación encubierta para irrumpir en la Oficina de Los Ángeles del psiquiatra de Daniel Ellsberg, el Dr. Lewis J. Fielding. En julio de 1971, Fielding había rehusado un requerimiento del FBI acerca de los datos psiquiátricos de Ellsberg. Hunt y Liddy habían cableado el edificio a finales de agosto. El robo, el 3 de septiembre de 1971, no fue detectado, pero no se encontraron archivos de Ellsberg.
También en el verano de 1971, Colson autorizó a Hunt para viajar a Nueva Inglaterra para buscar información escandalosa acerca del senador Edward Kennedy, específicamente acerca del incidente de Chappaquiddick y aventuras extramaritales de éste. Hunt buscó y utilizó disfraces de la CIA y otros equipos de esta para el proyecto. Esta misión finalmente resultó infructuosa, con poco o nada de información útil descubierta por Hunt.
Las actividades de Hunt en la Casa Blanca incluyeron desinformación relacionada con asesinatos. En septiembre de 1971, Hunt fabricó y ofreció a Life dos cables de máximo secreto, supuestamente del Departamento de Estado de los Estados Unidos diseñados para probar que el presidente Kennedy los había hecho personalmente, ordenando en forma específica el asesinato de Ngo Dinh Diem y su hermano Ngo Dinh Nhu. Hunt declaró ante el comité Watergate del Senado en 1973 que él había fabricado los cables para demostrar un nexo creíble entre el presidente Kennedy y el asesinato de Diem, un católico, para alejar a católicos votantes del Partido Demócrata, después Colson sugirió que podría ser capaz de mejorar el registro."
De acuerdo a Seymour Hersh, escribiendo en The New Yorker, las cintas de la Casa Blanca de Nixon demostraron que después que el candidato presidencial George Wallace fue tiroteado el 15 de mayo de 1972, Nixon y Colson accedieron mandar a Hunt a la casa de Milwaukee del tirador, Arthur Bremer, para colocar material de campaña presidencia de McGovern allí. La intención era ligar a Bremer con los Demócratas. Hersh escribió que,:

Nixon estaba enérgico y emocionado por lo que parecía ser su última jugarreta política: el FBI y la policía de Milwaukee serían convencida y le dirían al mundo, que el intento de asesinato de Wallace tuvo sus raíces en la izquierda política demócrata. 
Conversación grabada de Nixon

Hunt no hizo el viaje, debido a que el FBI se movió demasiado rápido sellando el apartamento de Bremer,y colocando en el lugar una guardia policiaca.
Hunt organizó la colocación de dispositivos de escucha electrónica en el Comité Nacional Demócrata en el Complejo de oficinas Watergate.
Pocos días después de la irrupción, Nixon fue grabado diciendo, a H. R. Haldeman, "Este camarada Hunt, él sabe condenadamente mucho demasiado (sic)."

Muy mal, porque este compañero Hunt, ah, ya sabes, ah, sí, él, sabe demasiado jodidamente mucho y estuvo involucrado, nosotros sabemos en que. Y que saca que el todo, esto es todo el asunto cubano, que es un fiasco y va a hacer el FB, ah la CIA luzca muy mal, va a hacer que Hunt luzca muy mal y  probablemente destapara  todo, eh, ... el asuntode Bahía de Cochinos lo que pensamos que sería muy lamentable para la CIA y para el país en este momento, y para la política exterior estadounidense y él más que nadir sabe sobre ello 
Transcripción de la cinta grabada en la Casa Blanca a Nixon.

Hunt fue el encargado de la seguridad del infame Committee to Re-elect the President.
Hunt y su compañero operativo G. Gordon Liddy, con los otros 5 atrapados en Watergate, fueron condenados por cargos federales tres meses después.
La esposa de Hunt, Dorothy, murió en un accidente de aviación el 8 de diciembre de 1972 de United Airlines vuelo 553 en Chicago, Illinois. El Congreso, el FBI, y el Junta Nacional de Seguridad del Transporte ( (inglés: National Transportation Safety Board o NTSB)) investigaron el accidente, encontrando que fue un accidente causado por un error de la tripulación. Más de US$10,000 en efectivo fue encontrado en el bolso de mano de Dorothy Hunt en los restos del accidente.
Hunt finalmente pasó 33 meses en prisión an el Campo de prisión de baja seguridad en Base de la Fuerza Aérea Eglin, Florida, por cargos de conspiración, arribando allí el 25 de abril de 1975, dicienndo que era una amarga sensación el haber sido enviado a prisión mientras Nixon se le permitió a dimitir evitando el enjuiciamiento por cualquier delito que haya cometido y fue perdonado más tarde completamente en septiembre de 1974, por el presidente entrante Gerald Ford.

## Últimos años
Give Us This Day, el libro de Hunt acerca de la Invasión de Bahía de Cochinos, fue publicado a finales de 1973. En el prólogo del libro, comentó lo siguiente sobre el asesinato del Presidente John F. Kennedy:

«Una vez más se convirtió en moda para mantener a la ciudad de Dallas colectivamente responsable de su asesinato. Todavía y que esto no debe ser olvidado, Lee Harvey Oswald fue un partidario de Fidel Castro y un marxista admitido que hizo esfuerzos desesperados para unirse a la revolución roja en la Habana. Al final, fue una activista para el Comité Juego justo para Cuba. Pero para Castro y el desastre de Bahía de Cochinos no habría habido ninguna tal Comisión. Y quizás tampoco un asesino llamado Lee Harvey Oswald.»

El 3 de diciembre de 1978, Hunt entregó una declaración de seguridad clasificada para el House Select Committee on Assassinations (HSCA). negó cualquier conocimiento de una conspiración para asesinar a Kennedy. (La Junta de revisión de registros del asesinato [ARRB por sus siglas en inglés] liberó esta declaración en febrero de 1996.)
El House Select Committee on Assassinations concluyó que hubo una conspiración para asesinar a John F. Kennedy. basados en las grabaciones provenientes de las emisiones de radio de la motocicleta de un policía de Dallas. La evidencia acústica científica informó, con una fiabilidad de un 95%, de la existencia de un segundo tirador en lo que fue llamado el Montículo de hierba. Esta conclusión es controvertida, y es posible que el micrófono abierto no estuviera en la escena del asesinato.
Vea Pruebas DictaBelt relacionadas con el asesinato de John F. Kennedy.
El Comité no pudo determinar quién fue el pistolero y cuál fue el alcance de la conspiración. En 2005, un artículo en Science & Justice por Ralph Linsker, Richard Garwin, Herman Chernoff, Paul Horowitz, y Norman Foster Ramsey, Jr. reanalizaron la evidencia de resincronización acústica, apoyando los hallazgos del informe del NAS acerca de que los disparos fueron hechos un minuto después del asesinato.
Dos artículos de periódicos publicados antes del testimonio afirmaban que existía un memorándum CIA de 1966 CIA que ligaba a Hunt al asesinato del Presidente Kennedy entregado al HSCA. El primer artículo, por Victor Marchetti —autor del libro The CIA and the Cult of Intelligence (1974)— apareció en el periódico del Liberty Lobby, The Spotlight el 14 de agosto de 1978. De acuerdo a Marchetti, el memorándum decía en esencia, "algún día tendremos que explicar la presencia de Hunt en Dallas el 22 de noviembre de 1963." También escribió que Hunt, Frank Sturgis, y Gerry Patrick Hemming podrían ser pronto implicados en una conspiración de asesinato contra John F. Kennedy.
El segundo artículo, de Joseph J. Trento y Jacquie Powers, apareció en el periódico de Wilmington, Delaware, Sunday News Journal seis días después. Alegó que el supuesto memorándum fue iniciado por Richard Helms y James Angleton y demostraba que, poco después que Helms y Angleton fueran elevados a sus altos puestos en la CIA, ellos se preguntaban que hacía Hunt en Dallas el día del asesinato porque su presencia debía ser mantenida en secreto. Sin embargo, nadie fue capaz demostrar este supuesto memorándum, y la Comisión presidencial acerca de las actividades de la CIA dentro de Estados Unidos determinó que Hunt estaba en Washington D. C. el día del asesinato
Hunt demandó al Liberty Lobby—pero no al Sunday News Journal—por Difamación. El Liberty Lobby estipuló, en su primer juicio, que la cuestión acerca de la participación de Hunt en el asesinato no podría ser contestada. Hunt ganó US$650,000 en daños. En 1983, sin embargo, el caso fue ganado en la apelación por la contraparte debido a errores en las instrucciones al jurado. en un segundo juicio, llevado a cabo en 1985, Mark Lane hizo un tema en la localización de Hunt el día del asesinato de Kennedy. Lane defendió con éxito al Liberty Lobby presentando evidencia que sugería que hunt estaba en Dallas. Usó las declaraciones de David Atlee Phillips, Richard Helms, G. Gordon Liddy, Stansfield Turner, y Marita Lorenz, además del Careo de Hunt. En el nuevo juicio, el jurado representa un veredicto para Liberty Lobby. El jurado en el juicio representa un veredicto para Liberty Lobby. Afirmamos. ID. en ref 918. a pesar de que Lanes afirma que convenció al jurado que Hunt era un conspirador del asesinato de JFK, la mayoría de los miembros del jurado que fueron entrevistados por los medios de comunicación dijeron que ignorar la teoría de la conspiración y juzgaron el caso (según las instrucciones del jurado de los jueces) sobre si el artículo fue publicado con temerario desprecio a la verdad. Lane describió su teoría acerca de Hunt y el rol de la CIA en el asesinato de Kennedy en su libro de 1991, Plausible Denial.
Algunas personas que han sugerido que Kennedy fue asesinado por una conspiración, declararon que los "tres vagabundos" que fueron capturados en la escena del crimen y que fueron fotografiados en la Plaza Dealey, fueron Howard Hunt, Frank Sturgis; sin embargo muchos otros hombres como por ejemplo Charles Harrelson, también fueron identificados como vagabundos.EL misterio se pensó resuelto a principios de los 90 cuando la investigadora Mary LaFontaine descubrió documentos identificando a los hombres como Harold Doyle, John Forester Gedney, y Gus W. Abrams. Tanto el F.B.I. como investigadores independientes confirmaron las identidades.
El archivo Mitrokhin escrito por Christopher Andrew y Vasili Mitrokhin, sobre la base de evidencias secretas de Mitrokhin en archivos secretos de la KGB, afirma que la Unión Soviética fue cardinal en conectar falsamente a E. Howard Hunt con el asesinato de Kennedy. Esto contradice fontalmente los hallazgos del Reporte final del House Select Committee on Assassinations. El Comité concluyó que no existe evidencia que concluya una probable participación de la unión Soviética/KGB. Mitrokhin afirma, por ejemplo, que la KGB reclutó y dio soporte financiero y de información a Mark Lane otros autores de teorías de conspiración, que incluyen a Carl Aldo Marzani y Joachim Joesten.
Hunt también fue el destinatario de una carta, supuestamente de Oswald, fechada dos semanas antes del asesinato. Andrew y Mitrokhin afirman que la carta era un fraude, cuidadosamente creado por la KGB para mplicar a Hunt y a la CIA, basada en la creencia de que Hunt había estado en Dalas el día del asesinato. La carta fue considerada genuina por la viuda de Oswald y considerada por el House Select Committee on Assassinations (1978) como imposible de certificar o desacreditar su autenticidad. Eventualmente, apareció en la Prensa de Estados Unidos, lo que llevó a pensar que "Mr. Hunt" al cual estaba dirigida era H. L. Hunt, del cual el Kremlin primero sospechó de complotar para asesinar a Kennedy.
Hunt fue un autor prolífico, principalmente de novelas de espías. Vivió en Biscayne Park, Florida.
Un relato ficticia del papel de Hunt en la operación de Bahía de Cochinos aparece en la novela de 1991 de Norman Mailer, Harlot's Ghost.
El periodista canadiense David Giammarco entrevistó a Hunt para el fascículo del año 2000 de la revista Cigar Aficionado. E. Howard Hunt también escribió el prólogo al libro de Giammarco For Your Eyes Only: Behind the Scenes of the James Bond Films (ECW Press, 2002).

## Denuncias de conspiración JFK y muerte
Durante los últimos años de la vida de Hunt, hizo varias reclamaciones sobre el asesinato de John F. Kennedy, como comenta su hijo Saint John Hunt. En grabaciones de audio, discusiones y escritos, Hunt dijo (de acuerdo a su hijo) que él y muchos otros estuvieron implicados en la conspiración para asesinar al Presidente Kennedy. Dijo que el nombre en clave que los conspiradores dieron para la operación fue "The Big Event," que Lyndon B. Johnson ordenó el asesinato y ordenó a Cord Meyer para implementar los detalles. Meyer reclutó a las personas que planearon y llevaron a cabo el asesinato, incluyendo David Phillips, Frank Sturgis, David Morales, William Harvey, un pistolero francés, y a Lucien Sarti, quien trabajaba para la Mafia.
Hunt murió el 23 de enero de 2007 en Miami, Florida de neumonía y fue enterrado en el Prospect Lawn Cemetery, Hamburg, New York. Las memorias de Hunt, American Spy: My Secret History in the CIA, Watergate, and Beyond fue publicada por John Wiley & Sons en marzo de 2007.

## En la ficción
- Hunt fue interpretado por Ed Harris en la película biográfica de 1995 Nixon.
- En la miniserie Los fontaneros de la Casa Blanca (2023), dirigida Alex Gregory, Peter Huyck y David Mandel, el personaje de Hunt fue interpretado por el actor Woodrow Harrelson.[60]

## Libros
Históricos
- Give Us This Day: The Inside Story of the CIA and the Bay of Pigs Invasion—by One of Its Key Organizers (1973)
- Undercover: memoirs of an American secret agent / by E. Howard Hunt (1974)
- For Your Eyes Only: Behind the Scenes of the James Bond Films / by David Giammarco; foreword by E. Howard Hunt (2002)
- American spy: my secret history in the CIA, Watergate, and beyond / E. Howard Hunt; with Greg Aunapu; foreword by William F. Buckley, Jr. (2007)

Novelas publicadas como Howard Hunt o E. Howard Hunt:
- East of Farewell (1943)
- Limit of darkness, a novel by Howard Hunt (1944)
- Stranger in town (1947)
- Calculated risk: a play / by Howard Hunt (1948)
- Maelstrom / Howard Hunt (1948)
- Bimini run / by Howard Hunt (1949)
- The Violent Ones (1950)
- Berlin ending; a novel of discovery (1973)
- Hargrave deception / E. Howard Hunt (1980)
- Gaza intercept / E. Howard Hunt (1981)
- Cozumel / E. Howard Hunt (1985)
- Kremlin conspiracy / E. Howard Hunt (1985)
- Guadalajara / E. Howard Hunt (1990)
- Murder in State / E. Howard Hunt (1990)
- Body count / E. Howard Hunt (1992)
- Chinese Red / by E. Howard Hunt (1992)
- Mazatlán / E. Howard Hunt (1993) (lista su antiguo seudónimo P. S. Donoghue en la tapa)
- Ixtapa / E. Howard Hunt (1994)
- Islamorada / E. Howard Hunt (1995)
- Paris edge / E. Howard Hunt (1995)
- Izmir / E. Howard Hunt (1996)
- Dragon teeth: a novel / by E. Howard Hunt (1997)
- Guilty knowledge / E. Howard Hunt (1999)
- Sonora / E. Howard Hunt. (2000)

como Robert Dietrich:
- Cheat (1954)
- Be My Victim (1956)
- Murder on the rocks: an original novel (1957)

Como P. S. Donoghue:
- Dublin Affair (1988)
- Sarkov Confession: a novel (1989)
- Evil Time (1992)

Como David St. John
- Hazardous Duty (1966)
- Mongol Mask (1968)
- Sorcerers (1969)
- Diabolus (1971)
- Coven (1972)

Como Gordon Davis:
- I Came to Kill (1953)
- House Dick (1961)
- Counterfeit Kill (1963)
- Ring Around Rosy (1964)
- Where Murder Waits (1965)

Como John Baxter:
- A Foreign Affair